# 埃斯塔布勒
埃斯塔布勒（法語：Estables，法語發音：[ɛstabl]）是法国洛泽尔省的一个旧市镇，属于芒德区。2019年1月1日，埃斯塔布勒与邻近的4个市镇合并为新市镇蒙德朗东。

## 地理
埃斯塔布勒（44°40'7"N, 3°29'13"E）面积32.89 平方千米，位于法国奧克西塔尼大區洛泽尔省，该省份为法国南部内陆省份，北起上盧瓦爾省和康塔爾省，西接阿韦龙省，南至加尔省，东临阿尔代什省。
与埃斯塔布勒接壤的市镇（或旧市镇、城区）包括：马尔热里德地区圣德尼、拉维勒迪约、阿尔藏克德朗东、里约托尔德朗东、圣阿芒、莱洛比。
埃斯塔布勒的时区为UTC+01:00、UTC+02:00（夏令时）。

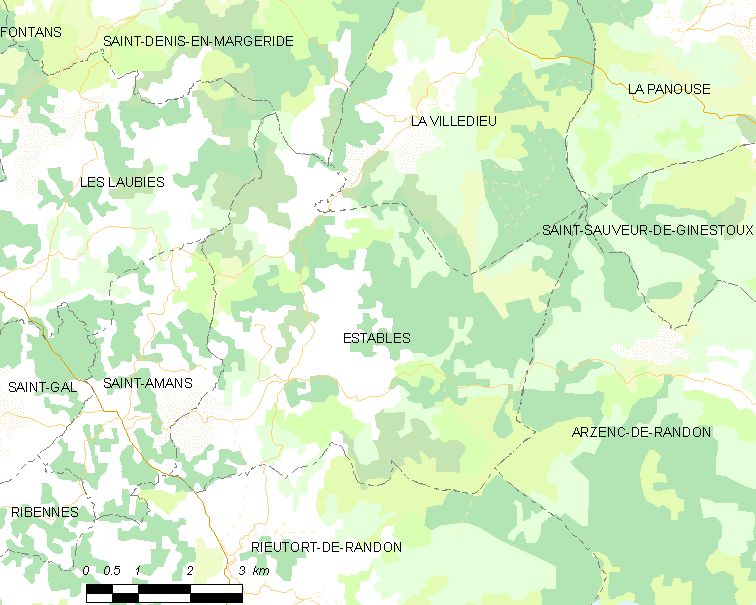
埃斯塔布勒的OSM定位图

## 行政
埃斯塔布勒的邮政编码为48700，INSEE市镇编码为48057。

## 政治
埃斯塔布勒所属的省级选区为利马尼奥勒河畔圣阿尔邦县。

## 人口

1962-2008年间埃斯塔布勒人口变化图示

埃斯塔布勒于2018年1月1日时的人口数量为166人。